# Oliver Aquino
Oliver Aquino (Marikina, 26 aprile 1989) è un attore, ballerino e cantante filippino.

## Biografia
Oliver Aquino è nato il 26 aprile 1989 a Marikina, nelle Filippine.
Aquino era un membro della cerchia di talenti nostrani della rete ABS-CBN chiamata Star Magic ed una volta era un membro del defunto gruppo di ballo per ragazzi di ASAP, Animé, insieme a Rayver Cruz, Rodjun Cruz, John Wayne Sace, Sergio Garcia, Emman Abeleda e Mico Aytona.
Ha esordito come attore nel 2003 nel film Kung ako na lang sana. Tra gli altri film in cui ha recitato sono da ricordare 
Happy Hearts (2007), I Love Dreamguyz (2009), Emir (2010), Kasal (2014), T.P.O. (2016), Tale of the Lost Boys (2017) e Walang Kasarian Ang Digmang Bayan (2020).
In televisione è famoso per aver interpretato il ruolo di Lorenz Gabriel nella serie televisiva Ang Probinsyano.

## Filmografia

### Cinema
- Kung ako na lang sana, regia di Jose Javier Reyes (2003)
- Shake Rattle and Roll 8, regia di Rahyan Q. Carlos, Topel Lee e Michael Tuviera (2006)
- Happy Hearts, regia di Joel Lamangan (2007)
- I Love Dreamguyz, regia di Joel Lamangan (2009)
- Emir, regia di Chito S. Roño (2010)
- Alfredo S. Lim: The Untold Story, regia di Cesar Montano (2013) Non accreditato
- Kasal, regia di Joselito Altarejos (2014)
- T.P.O., regia di Joselito Altarejos (2016)
- Corpus Delicti, regia di Toto Natividad (2017)
- Tale of the Lost Boys, regia di Joselito Altarejos (2017)
- Double Barrel, regia di Toto Natividad (2017)
- Jino to Mari, regia di Joselito Altarejos (2019)
- Circa, regia di Adolfo Alix Jr. (2029)
- Walang Kasarian Ang Digmang Bayan, regia di Joselito Altarejos (2020)

### Televisione
- Bida si Mister, Bida si Misis – serie TV (2003-2005)
- Gulong ng Palad – serie TV (2005)
- Maalaala Mo Kaya – serie TV, 8 episodi (2006-2018)
- Rounin – serie TV (2007)
- Ysabella – serie TV (2007)
- Star Confessions – serie TV, 1 episodio (2011)
- Wattpad Presents – serie TV, 7 episodi (2014)
- Ang Probinsyano – serie TV, 27 episodi (2015-2016)
- Unlocked – serie TV, 1 episodio (2020)

## Riconoscimenti
- 2004 – Aliw Awards[2][3]
  - Best Dance Group (con Emman Abeleda, Sergio Garcia, John Wayne Sace, Mico Aytona e Rayver Cruz, come membri del gruppo di ballo Anim-E di Star Magic)

- 2005 – Aliw Awards[4]
  - Nomination Best Dance Group (con Emman Abeleda, Sergio Garcia, John Wayne Sace, Mico Aytona, Rodjun Cruz, Rayver Cruz and Miko Samson, come membri dell'espanso e rinominato gruppo Animé)

- 2016 – Sinag Maynila Film Festival
  - Nomination Miglior attore per T.P.O.

- 2018 – Sinag Maynila Film Festival
  - Nomination Miglior attore per Tale of the Lost Boys

- 2019 – Sinag Maynila Film Festival
  - Nomination Miglior attore per Jino to Mari

- 2020 – Gawad Urian Awards[5][6]
  - Nomination Miglior attore per Jino to Mari